# Балеарський діалект
Балеа́рський діале́кт або острівни́й діале́кт (кат. català balear) — діалект каталанської мови, поширений на Балеарських островах (острови Мальорка, Менорка та Ібіца). Цей діалект входить до групи східних діалектів каталанської мови.
Каталанською мовою на Балеарських островах говорять 746,792 осіб, що становить 87,6 % населення.

## Субдіалекти балеарського діалекту
Балеарський діалект налічує три субдіалекти — мальоркський (о-в Мальорка), меноркський (о-в Менорка) та айбіський (о-в Ібіца).

## Походження діалекту
Основу сучасного населення Балеарських островів склали каталаномовні переселенці з сучасних кумарок Алт-Ампурда та Баш-Ампурда, а також з Русільйону. Балеарський діалект зберігає деякі риси говорів цих районів.

## Фонетика
- Наголошені голосні
  - Перехід у нейтральний [ə] наголошеного e, що походить з закритого латинського e (раніше ця риса була притаманна усім східнокаталанським діалектам): tauleta [təwˈlətə], vermell [vərˈməj]. На частині острова Менорка, маленькій частині острова Ібіца та у невеликому регіоні на острові Мальорка найтральний наголошений [ə] переходить у відкрите [ɛ].
  - У групі дієслово + слабкий займенник наголос переходить на займенник (за виключенням айбіського субдіалекту), наприклад comprar-ne вимовляється [komprər'nə] або [komprən'nə].
- Ненаголошені голосні
  - Зникнення a у словах, де наголос ставиться не за загальними правилами (тобто там, де наголос позначається на письмі), якщо ці слова закінчуються на ia: glòria [ˈglɔɾi] (на більшій частині Мальорки).
  - Стягнення груп gua та qua до go та ko, якщо на них не падає наголос (та у будь-якій позиції на Ібіці): aigo, llengo, colque тощо.
  - У мальоркському субдіалекті ненаголошене o не переходить в u. У муніципалітеті Солья (кат. Sóller), у меноркському та айбіському субдіалектах ненаголошене o переходить в u, як і в решті східнокаталанських діалектів. У частині Мальорки o переходить в u, якщо у наступному складі є [i] або [u] (conill, comú).
- Приголосні
  - У балеарському діалекті фіксується «йодизація», тобто перехід [λ] в [j]: cella [ˈsəjə], tallar [təˈja].
  - Відсутнє явище «бетацизму», тобто v не переходить у b.
  - Кінцеве r вимовляється лише в деяких словах: per, pur, sor та неологізмах.
  - У мальоркському та меноркському субдіалектах фіксуються численні випадки асиміляції приголосних, наприклад cap moix вимовляється cam moix.

## Морфологія та синтаксис
- Широко вживається артикль «салат»: es, sa, ses, s'. У деяких субдіалектах артикль чоловічого роду es вживається у формі so після amb. Не зважаючи на це, у деяких сталих виразах вживаються нормативні артиклі el та la: la mar, el bisbe, el Barça, la setmana que ve тощо (у деяких муніципалітетах артикль «салат» вживається завжди, наприклад у Сольї (кат. Sóller) кажуть es carrer de sa mar. У муніципалітеті Пульєнса (кат. Pollença) артикль «салат» не вживають.
- Артиклі en, n' (перед голосною) та na вживаються перед власними іменами.
- Фіксується випадіння кінцевого -o у дієсловах першої особи однини.
- Дієслова першої дієвідміни (на -ar) мають закінчення, що відрізняються від парадигми у літературній мові (у першій та другій особах множини — cantam i cantau, imperfet de subjuntiu — cantàs, cantassis або cantasses тощо).
- Порядок слабких займенників перед дієсловом змінюється у комбінації двох займенників: la me dóna, el se menja замість me la dóna, se'l menja, однак me'n dóna та se'n menja.

## Лексика
- Регіоналізми
  - al·lot (замість noi — «хлопець»), ca або cus, cussa (замість gos, gossa — «пес»), moix (замість gat — «кіт»), cercar, besada, brossat (замість mató — «білий сир»), capell (замість barret) тощо.
- Варіанти літературної норми
  - cotxo (у літературній мові вживаніше cotxe — «авто, машина»), sebre (saber — «знати»), veïnat (veí — «сусіда»).

## Балеарський діалект як окрема романська мова
Дехто вважає, що каталанська мова, якою говорять на Балеарських островах, є окремою мовою (самоназва — балеарська мова, «са лє́нґо балеа́», кат. Sa Llengo Baléà). Зокрема існує маловпливова «Академія балеарської мови» (кат. S'Academia de sa Llengo Baléà), яка взяла на себе функції регулювання мови. Окремішність мови островів від каталанської мови не визнається ані урядом Балеарських островів, ані більшістю філологів-романістів.